# Chimamanda Ngozi Adichie
Chimamanda Ngozi Adichie, född 15 september 1977 i Enugu, är en nigeriansk författare, bosatt i Nigeria och USA. Hon har bland annat skrivit de båda prisbelönta romanerna Lila hibiskus (2010) och En halv gul sol (2007).

## Biografi

### Bakgrund och karriär
Adichie föddes i staden Enugu, som det femte av sex syskon i en igbofamilj. När hon var liten flyttade familjen till universitetsstaden Nsukka i sydöstra Nigeria, där University of Nigeria är beläget. Under hennes uppväxt hade fadern en befattning som professor i statistik vid universitetet, medan modern arbetade som universitetets registrator.
Adichie studerade medicin och farmaci vid University of Nigeria under ett och ett halvt års tid. Under denna period var hon redaktör för The Compass, en tidning som drivs av universitetets katolska medicinare. Vid 19 års ålder lämnade Adichie Nigeria och flyttade till USA för att gå på college. Efter att ha studerat kommunikation och statsvetenskap vid Drexel University i Philadelphia flyttade hon till Eastern Connecticut State University, för att bo närmare sin syster som hade en läkarpraktik i Coventry. Hon avlade en kandidatexamen vid Eastern Connecticut State University, där hon 2001 avlade examen Summa Cum Laude.
År 2003 avslutade hon en magisterexamen i kreativt skrivande vid Johns Hopkins University. År 2008 blev hon Master of Arts i afrikanska studier vid Yale University.
Adichie var Hodder fellow vid Princeton University under läsåret 2005–2006. År 2008 tilldelades hon MacArthur Fellowship. Hon tilldelades 2011–2012 ett fellowship vid Radcliffe Institute for Advanced Study, Harvard University.
Adichie delar sin tid mellan Nigeria, där hon håller workshops i skrivande, och USA.

### Författarkarriär
Adichie publicerade 1997 en diktsamling, Decisions, och 1998 en pjäs, For Love of Biafra. Hon nominerades 2002 till Cainepriset för sin novell "You in America".
År 2003 blev hennes berättelse "That Harmattan Morning" delad vinnare av BBC Short Story Awards, och hon vann O. Henry Prize för "The American Embassy". Hon vann även David T. Wong International Short Story Prize 2002/2003 (PEN Center Award), för novellversionen av En halv gul sol.
Adichies första roman, Purple Hibiscus (2003; på svenska 2010 som Lila hibiskus) fick positiv kritik. Den tilldelades bland annat Commonwealth Writers' Prize för bästa debutroman och var nominerad till Orangepriset (2004). Hon följde 2006 upp den med romanen Half of a Yellow Sun (En halv gul sol, 2006), vilken blev hennes internationella genombrott. Boken fick 2007 års Orangepris. Romanen handlar om några akademiker i Nigeria och hur de påverkas av inbördeskriget i Nigeria. Adichie tillhör själv igbofolket, majoritetsbefolkningen i den del av Nigeria som 1967 försökte lösgöra sig under namnet Biafra, och titeln syftar på statens flagga. Half of a Yellow Sun har legat till grund för en film regisserad av Biyi Bandele Hennes tredje bok, novellsamlingen The Thing Around Your Neck, kom 2009 (på svenska 2011 som Det där som nästan kväver dig).

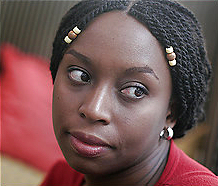
Adichie, 2009.

År 2010 var Adichie med bland författarna i The New Yorkers "20 Under 40"-fiktionsnummer. Hennes novell "Ceiling" ingick i 2011 års upplaga av The Best American Short Stories.

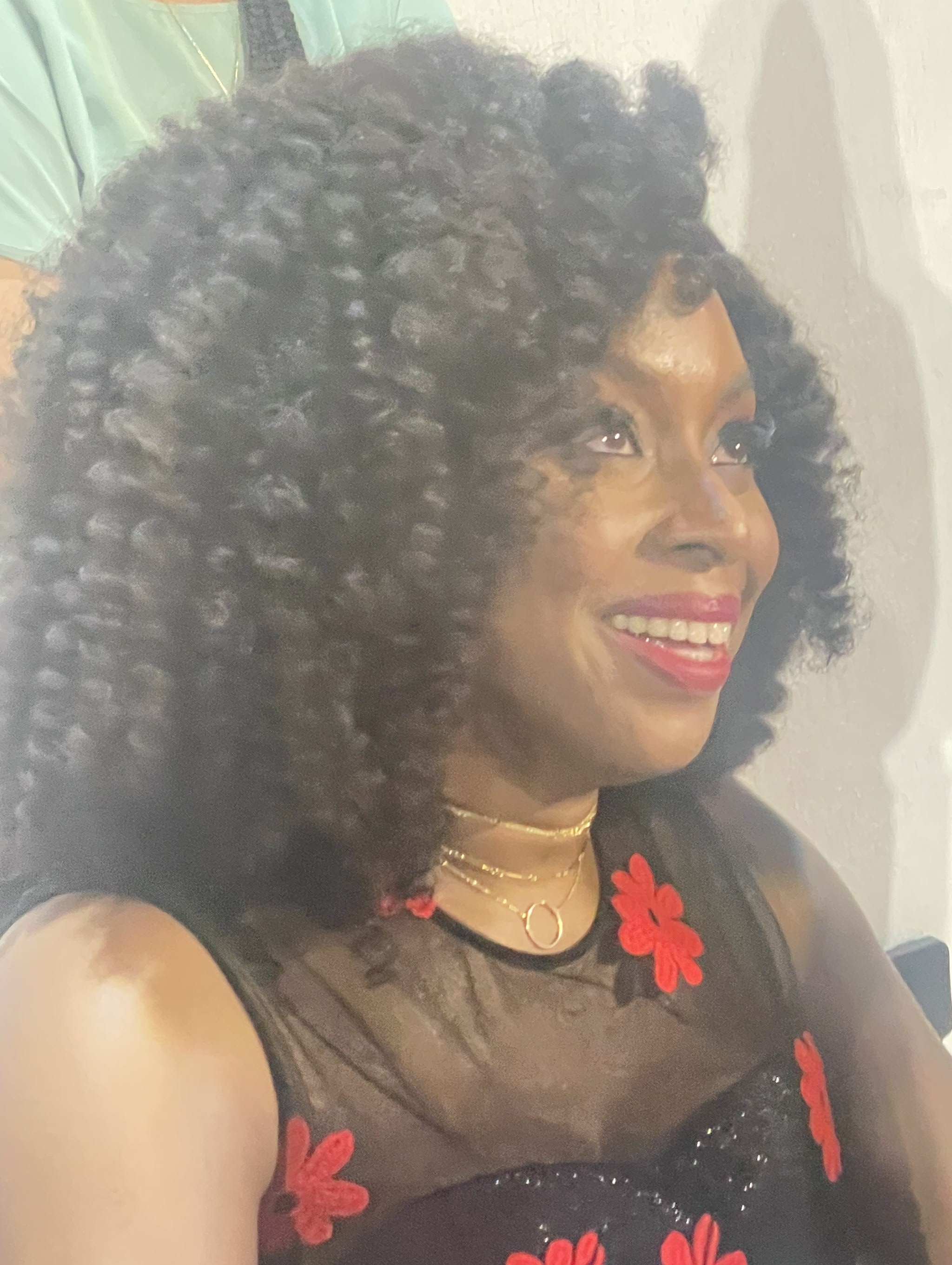
Chimamanda Ngozi Adichie 2022, Lagos

År 2013 publicerade Adichie sin tredje roman, Americanah. Under de följande åren publicerade hon noveller, essäer och en barnbok. Romanen Dream Count (svensk översättning Drömräkning) kom ut 2025.

### Teman i författarskapet
I sina romaner behandlar Adichi relationer mellan män och kvinnor, mellan amerikaner och individer av afrikanskt ursprung, mellan barn och föräldrar. Hon skildrar maktordningen i en nigeriansk familj som i Lila hibiskus, en landsdel (Biafra) med befolkning (igbo) som kämpar för nationellt självstyre och förlorar i En halv gul sol, den amerikanska självgodheten och den överlägsna attityden gentemot den afrikanska kvinnan i Americanah, kvinnliga kroppsupplevelser som abort, förlossning eller maktlösheten och utsattheten vid ett övergrepp i Drömräkning.
Ett feministiskt budskap förs fram i essäerna Alla borde vara feminister och Brev till en nybliven förälder: ett feministiskt manifest i femton punkter. I Anteckningar om sorg bearbetar hon sorgen över sin avlidne far, beskriver närvaron vid dödsbädden på andra sidan Atlanten via zoom och sätter sorgen i ett större sammanhang.

### Föreläsningar
Adichi har hållit två TED-föreläsningar som nått miljoner visningar på nätet. Den första, The danger of a single story, handlade om hennes uppväxt i Nigeria och den kulturella konfrontationen med det amerikanska samhället, dess koloniala syn på den afrikanska kontinenten och dess invånare samt hur hon själv funnit sin identitet som författare.
Den andra behandlar feminism med utgångspunkt från en nigeriansk kontext men med ett allmängiltigt budskap. Den har legat till grund för essän Alla borde vara feminister. I Sverige tog svenska FN-förbundet initiativ till att dela ut boken till alla gymnasieungdomar i andra årskursen 2015–2016. Artisten Beyoncé samplade innehållet i låten ***Flawless.